# Edwin Chadwick

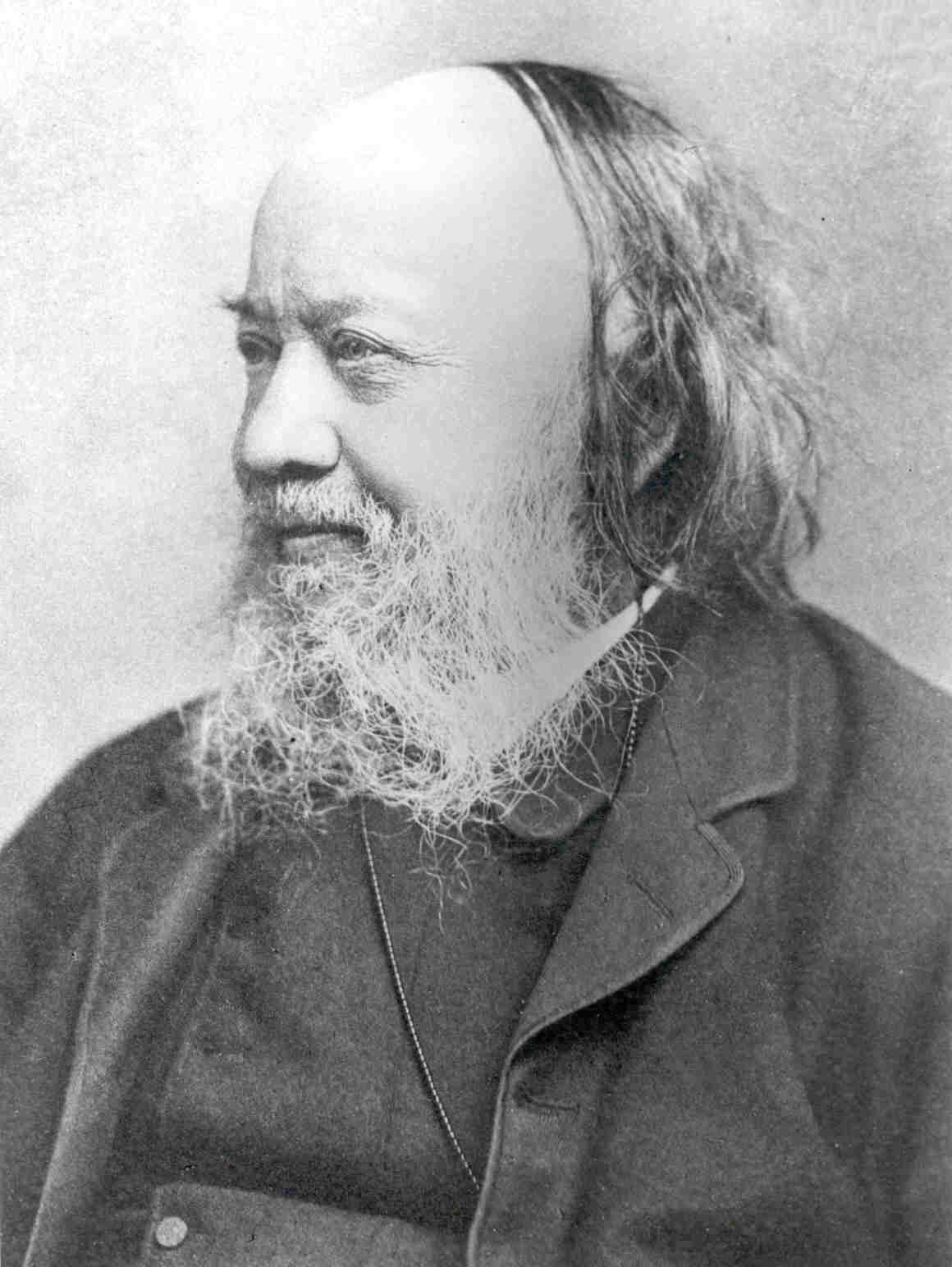
Sir Edwin Chadwick.

Edwin Chadwick, född 24 januari 1800 och död 6 juli 1890, var en brittisk socialpolitiker.
Efter juridiska studier skrev Chadwick några artiklar i olika tidningar och tidskrifter. En artikel med titeln Preventive police i London review 1829 fick Jeremy Benthams uppmärksamhet på Chadwick. Efter att ha samarbetat med denne fram till Benthams död, blev Chadwick 1832 anställd vid fattigvårdskommissionen och var i 1834 års nya fattigvårdkommission sekreterare till kommissionens upplösning 1846. I denna sin ställning blev Chadwick den som hade huvudansvaret för förverkligandet av bestämmelserna i den nya brittiska fattigvårdslagen. Vid sidan av denna ansträngande uppgift tog han åtskilliga initiativ till sociala reformer. Bland annat avgav fattigvårdskommissionen 1838 ett betänkande, vari fastslås, hur bristen på ordnat vattenlednings- och kloakväsen inverkade skadligt på hälsotillståndet i Storbritanniens städer. Chadwick genomdrev även inrättandet av ett kontor för registrering av dödsfall och grundlade därigenom den brittiska dödsorsaksstatistiken. Bland andra resultat av Chadwicks arbete kan nämnas en lag om begränsning av i industrin anställda barns arbetstid till 10 timmar och deras obligatoriska undervisning. Chadwick tillhörde Board of health 1848-52.
Han viktigaste arbeten i sociala frågor utgav av B. VV. Richardson under titeln The health of nations (1887).